# エルドランシリーズ

エルドランシリーズは、サンライズ制作のテレビアニメシリーズの一つ。

## 概要
本シリーズは、1991年から1994年にかけてテレビ東京系列で放送された、ロボットアニメの3部作とその関連作品を指す通称であり、主人公が小学生たちであるという点、そして巨大ロボットや秘密基地など、彼らに侵略者に立ち向かうための力を与えた地球の守護者「エルドラン」の存在が、シリーズ全作にわたっての共通点として挙げられる。それ以外の部分については各作品ごとに個別の設定を持ち、複数の作品にまたがって登場するキャラクターこそ存在しながらも、世界観の連続性についてはテレビシリーズ3部作の時点では明確にはされていなかった。
後述のとおり、メインターゲットに低年齢層の子どもを想定した、単純明快なロボットアニメとして制作された本シリーズであるが、一方では放送当時よりファン向けのイベントが開かれたりOVAも発売されるなど、本来のターゲットたる子どもたちだけでなく10 - 20代の、年長の部類に入るアニメファンからの支持も集めており、テレビアニメシリーズとしての展開終了からもなお、後述の通り様々な形での関連展開が断続的に行われている。

### シリーズの成立
シリーズの立ち上げに際しては、メインスポンサーである玩具メーカーのトミーから、「合体ロボをやるからアニメを制作してほしい」という依頼がサンライズに持ち込まれたことに端を発する。トミー発の合体ロボット玩具は、同じくサンライズの制作による『伝説巨神イデオン』（1980年 - 1981年、テレビ東京系列）以来の試みであり、この再チャレンジに当たっては玩具開発の担当者も固定概念に囚われず、アニメ制作側の意見も取り入れてくれたことでやりやすかったと、テレビシリーズ3部作の監督を手がけた川瀬敏文が後に述懐している。また、同じくテレビシリーズ3部作を通して、プロデューサーとして関わり続けたサンライズの内田健二は、当時の他社発のロボット玩具と比べて、トミーから発売された玩具が格段にアニメのラインやシルエットに近いこと、そしてそのためにトミー側も金型の修正などで玩具の形状をアニメのラインに近づけてくれたことを例に挙げ、プロダクションとメーカーの波長が合って「いっしょに作品を作っていく」雰囲気が高まったと語っており、川瀬も自分たちが「こういう風になったらいいな」というところを実現してくれたと、またあそこまで見事に再現してくれるとは思ってなかったといい、その辺りの技術はピカイチであったと評している。
また、本シリーズが初監督であった川瀬も含め、本シリーズでは初めて大役を任されたスタッフや、サンライズ外部のスタッフが多数起用されており、その中には『ライジンオー』放送当時トミーの営業担当として、同作品を含めた男児玩具の販売促進に当たり、同社を退職した後に『ゴウザウラー』にて文芸・脚本に携わったという、北嶋博明のような経歴の持ち主も存在する。このような新規・外部中心の座組となったことについて、「ゼロから新しい人たちを集めて、子供向けロボットアニメの新たな地平を開拓する」気持ちでいたと内田が語っている他、当時のサンライズは後出の勇者シリーズや、『ガンダム』『ボトムズ』などといったハイターゲット向け作品で手一杯という状態にあり、そのような状況下で新規に本シリーズを立ち上げるに当たって、主力であるベテランのスタッフを回すことができなかったという事情もあった。その点において、サンライズ内部としてはそれほど期待されずに始まった本シリーズであるが、一方でそうした部分への反発が作品づくりにおけるバネになったこともあると川瀬が述べている他、内田はそれまでサンライズがひたすらリアルロボット路線を歩んできた中で、そのカウンターとして子供向けロボットアニメを作ろうとなった際、「俺がやるならこうする」と監督やスタッフが互いに触発し合い、自分たちなりの思いが凝縮した作品になったと振り返っている。

### 特徴
本シリーズを語るうえで外せない要素の一つが、「学園もの」としての側面である。『ガンバルガー』以外の作品で取り入れられたこの要素は、シリーズの立ち上げ当時放送されていた、様々な学園ドラマからの影響があったことを内田が明かしており、一人ひとりの子どもにスポットを当て、家庭の事情を描くなどといった手法で子ども向けの娯楽ロボットものが作れるという確信があったとも語っている。また、学園ものという側面に影響を与えた作品の一つとして、かつて内田が制作進行を担当していた『無敵ロボ トライダーG7』（1980年 - 1981年、テレビ朝日系列）が挙げられる。内田としては、思い入れの深い同作品そのままの設定でないにせよ、その精神を受け継いだリメイクものを作りたいという気持ちも念頭にあったといい、実際に『ライジンオー』では同作品のラインを引き継ぎつつも、主人公が一人であった同作品に対して1クラス18人に拡大し、各々がそれぞれの与えられた役目をこなすとともに、助け合いながら戦っていくという点が最大の特徴として押し出されている。メインで活躍する生徒を4人に絞りつつも、1話完結という構成を活かしてその他の生徒たち一人ひとりにもスポットを当てたエピソードを丹念に描いたことによる、キャラクター造形の魅力もまた、前述した年長のアニメファンからの支持を獲得できた要因であるとの指摘もなされている。
もう一つの特徴として挙げられるのが、メカニックの発進シーンなども含めた絵作りである。これは企画当初から、発進シーンに力を入れるという方針が決まっていたことを内田、それにやまだたかひろ（メカニックデザイン他）が証言しており、発進シーンのみならず合体・必殺技も含めたバンクのシーンには、すべからく「一度見て飽きるようにはしたくない、何度も見たいと思わせるテンションのものにしたい」という点を心得てほしいと内田が語っていたことを、後年やまだも証言している。その着想の原点は、こちらも内田が幼少時に魅せられたという、『サンダーバード』のメカニックの発進シーンにあったといい、そうしたシーンを1990年代当時の日本の風景でやれないだろうか、同じ番組の中で前述した学園ものの要素と両立させられないものだろうかというアイディアを提示し、川瀬や園田英樹（『ライジンオー』ストーリー構成）との話し合いを通して、本シリーズの企画が作り上げられていった。内田は、当時の子ども向けのロボットものがサンライズ発のそれも含め、どこかルーチンワークとなっていたのではないかと前置きしつつ、そうしたルーチンワークを前述した学園ものの要素でリセットできたのだから、「ちゃんと感動できる絵にしたい」という意識を自分ややまだ、それに美術担当の池田繁美も共有していたとも語っている。
本シリーズが立ち上げられた1990年代初頭には、同じくサンライズ発のロボットアニメのシリーズとして、「勇者シリーズ」（1990年 - 1998年、テレビ朝日系列）も並行して存在し、本シリーズはこれと人気を二分する形となった。低年齢層向けのヒーローロボットアニメであるという点、それに1980年代のいわゆる「リアルロボット」ブームを経ることで培われた、メカニック描写や緻密な設定などのノウハウが活かされている点など、本シリーズと勇者シリーズの共通点も存在する一方、主人公たる少年と意思を持った機械生命体の友情をテーマとしていた勇者シリーズに対し、本シリーズでは登場するロボットがあくまでも機械として描かれ、普段はどこにでもいるような等身大の子どもたちが、有事においてはロボットを操縦し戦うという点に主眼が置かれている、といった相違点も存在する。内田はこうした勇者シリーズとの差別化について、アイディアを出すのとは別の部分で内容を差別化していくことが、ある種のバネとして機能してくれたと振り返っている。また、やまだの語るところによれば、勇者シリーズについて大張正己のカラーが色濃く出ていると前置きしつつ、それとは違うものにしようという思いがあったといい、登場するロボットについても悪人顔にしない、口は開けないなどといった形で差別化を図っていたという。

### シリーズ終了後の展開
テレビアニメとしての本シリーズは、前述のとおり3作品のみで幕を下ろしたものの、レスキューメカを主役とした第4弾の企画もあったことが、関連書籍において言及されている。この第4弾の企画について、トミー側からは「4年目はビークルで行きたい」「自動変形のトレーラーにしたい」という要望があったといい、また監督についても3部作を手がけた川瀬敏文に代わって、江上潔が新たに務める予定であったことをやまだが証言している。
シリーズ終了から6年余りを経て、2000年にシリーズ第4作目として発表された『完全勝利ダイテイオー』は、かつての3部作のようなテレビシリーズこそ存在しないものの、その企画についてはテレビシリーズ化が強く志向されており、主要なスタッフもテレビシリーズ3部作に携わった面々が再結集した形となった。また同作品にて、それまで曖昧とされていたシリーズ各作品が地続きの世界であることが明確にされており、雑誌連載やコンシューマーゲームなど様々な媒体での展開を経て、翌2001年に開催されたシリーズ10周年イベントにおいて、短い尺ながら新作のプロモーション・フィルムが公開されるに至った。
このシリーズ10周年の時期には、トミーからもテレビシリーズ3部作のロボット玩具が復刻販売された他、2000年代に入ってからはユージン、シーエムズコーポレーション、コトブキヤなどの他社からも、本シリーズ関連の商品が度々発売された。また映像ソフトについても、シリーズ15周年に当たる2005年にDVD-BOXが、20周年に当たる2014年 - 2015年にBD-BOXが、それぞれ相次いでリリースされている。この他、後述のとおり複数のゲーム作品において、本シリーズからキャラクターやロボットが登場する機会も度々見られる。

## 作品一覧

### テレビシリーズ
各作品とも、テレビ東京系列にて毎週水曜18:00 - 18:30（JST）に放送。
- 絶対無敵ライジンオー（1991年4月3日 - 1992年3月25日・全51話）
- 元気爆発ガンバルガー（1992年4月1日 - 1993年2月24日・全47話・通算98回）
- 熱血最強ゴウザウラー（1993年3月3日 - 1994年2月23日・全51話・通算149回）

### 雑誌・Web作品
- 完全勝利ダイテイオー（『電撃ホビーマガジン』2000年8月号 - 2002年6月号）

## テレビシリーズの主なネット局
| 放送対象地域  | 放送局             | 系列           | ネット形態 | 備考                                    |
| ------------- | ------------------ | -------------- | ---------- | --------------------------------------- |
| 関東広域圏    | テレビ東京         | テレビ東京系列 | 制作局     |                                         |
| 北海道        | テレビ北海道       | テレビ東京系列 | 同時ネット |                                         |
| 青森県        | 青森放送           | 日本テレビ系列 | 遅れネット |                                         |
| 岩手県        | テレビ岩手         | 日本テレビ系列 | 遅れネット | ガンバルガーまで                        |
| 岩手県        | 岩手放送           | TBS系列        | 遅れネット | ゴウザウラーのみ                        |
| 秋田県        | 秋田放送           | 日本テレビ系列 | 遅れネット | ライジンオーを除き放送                  |
| 宮城県        | ミヤギテレビ       | 日本テレビ系列 | 遅れネット |                                         |
| 福島県        | 福島中央テレビ     | 日本テレビ系列 | 遅れネット | ゴウザウラーのみ                        |
| 新潟県        | テレビ新潟         | 日本テレビ系列 | 遅れネット |                                         |
| 長野県        | テレビ信州         | 日本テレビ系列 | 遅れネット | ゴウザウラーのみ                        |
| 富山県        | チューリップテレビ | TBS系列        | 遅れネット |                                         |
| 石川県        | テレビ金沢         | 日本テレビ系列 | 遅れネット |                                         |
| 愛知県        | テレビ愛知         | テレビ東京系列 | 同時ネット |                                         |
| 大阪府        | テレビ大阪         | テレビ東京系列 | 同時ネット | ゴウザウラーは放送終了から2年後に再放送 |
| 京都府        | KBS京都            | 独立UHF局      | 遅れネット | ゴウザウラーは放送終了から3年後に再放送 |
| 奈良県        | 奈良テレビ         | 独立UHF局      | 遅れネット | ガンバルガーまで                        |
| 広島県        | 広島テレビ         | 日本テレビ系列 | 遅れネット |                                         |
| 香川県 岡山県 | テレビせとうち     | テレビ東京系列 | 同時ネット |                                         |
| 愛媛県        | 南海放送           | 日本テレビ系列 | 遅れネット |                                         |
| 福岡県        | TXN九州            | テレビ東京系列 | 同時ネット |                                         |
| 熊本県        | くまもと県民テレビ | 日本テレビ系列 | 遅れネット | ライジンオーを除き放送                  |